# شهرستان لووفان
شهرستان لووفان (به لاتین: Loufan County) یک منطقهٔ مسکونی در چین است که در تائی‌یوان واقع شده‌است.